# Drugie studium kobiety
Drugie studium kobiety (oryg. fr. Autre étude de femme) – powieść Honoriusza Balzaka, opublikowana po raz pierwszy w 1842.

## Okoliczności powstania utworu
Drugie studium kobiety ma strukturę powieści epizodycznej. Prolog pochodzi z Rozmowy pomiędzy jedenastą a północą (Une conversation entre onze heures et minuit) z 1832 roku. Opowiadanie de Marsaya zostało opublikowane w L’Artiste pomiędzy 21 a 28 marca 1842 roku pod tytułem Scena z buduaru (Une Scène de boudoir). Sekwencja na temat Kobiety jak należy (La Femme comme il faut) pochodzi ze zbioru Les Français peints par eux-mêmes, który ukazał się w maju 1839. Interwencja Canalisa została przepisana bez zmian z tekstu pochodzącego z 1832 roku. Kochanka naszego pułkownika (La Maîtresse de notre colonel) pochodzi ze zbioru Contes Bruns (1832), choć swój tytuł uzyskała dopiero w 1834. Budująca historia o śmierci hrabiny de Berret La Grande Bretèche pochodzi również z Contes Bruns.

## Treść
Na raucie u Felicyty des Touches spotyka się grupa bywalców salonów paryskich, będących jednocześnie głównymi bohaterami Komedii ludzkiej: markiza d’Espard, generał de Montriveau, lord i lady Dudley, dziennikarz Blondet, poeta Canalis, lekarz Horacy Bianchon, malarz Józef Bridau, baronostwo de Nucingen, księżna de Cadignan, hrabina de Serisy, Henri de Marsay. Gospodyni prosi każdego o opowiedzenie dowolnej historii. De Marsay wspomina swoją pierwszą miłość i zawód uczuciowy, który zmienił go w nieczułego dandysa. Delfina de Nucingen wspomina, jak sama padła ofiarą jego zalotów. De Montriveau wstrząsająco opisuje odwrót armii napoleońskiej z Rosji. Blondet, zwracając się do gospodyni, tłumaczy, jak powinna zachowywać się kobieta i w jakich wypadkach można zaakceptować inne postępowanie. Wreszcie Bianchon opowiada historię hrabiny de Merret i jej hiszpańskiego kochanka, zamurowanego żywcem przez zazdrosnego męża.

## Cechy utworu
Dzieło stanowi eksperyment formalny (roman à episodes), pogłębiający charakterystykę bohaterów (wszyscy oni pojawiają się w wielu innych utworach Komedii ludzkiej) poprzez ukazanie nieznanych wcześniej szczegółów ich biografii oraz ich prezentację z ich własnego punktu widzenia. Materiał zawarty w utworze został następnie wykorzystany w innych utworach (m.in. opowiadaniu Żegnaj). Równocześnie dzieło, poprzez opis spotkania salonowego i wypowiedź Blondeta o kobietach wpisuje się w motyw przewodni Komedii ludzkiej – przedstawienie obyczajów epoki autora. Dla badaczy twórczości Balzaka Drugie studium kobiety jest przede wszystkim cennym świadectwem dotyczącym procesu tworzenia przez niego powieści – pisania fragmentami, mnogości konceptów artystycznych, a niekiedy, pod wpływem czynników pozaliterackich, łączenia kilku odległych myśli w jednym utwór (co nie przekreślało możliwości wykorzystania ich ponownie).